# Rhorus binotatus
Rhorus binotatus är en stekelart som först beskrevs av Joseph Kriechbaumer 1897.  Rhorus binotatus ingår i släktet Rhorus och familjen brokparasitsteklar. Arten är reproducerande i Sverige. Inga underarter finns listade i Catalogue of Life.